# Hopeless Romantic
Hopeless Romantic je třetí studiové album americké zpěvačky Michelle Branch. Vydáno bylo 7. dubna roku 2017. Jde o zpěvaččino první řadové album od roku 2003, kdy vydala desku Hotel Paper. Producentem alba byl zpěvaččin přítel Patrick Carney.

## Seznam skladeb
1. „Best You Ever“ – 3:39
2. „You're Good“ – 3:10
3. „Fault Line“ – 3:55
4. „Heartbreak Now“ – 4:12
5. „Hopeless Romantic“ – 3:30
6. „Living a Lie“ – 3:34
7. „Knock Yourself Out“ – 4:04
8. „Temporary Feeling“ – 3:34
9. „Carry Me Home“ – 3:26
10. „Not a Love Song“ – 3:30
11. „Last Night“ – 3:41
12. „Bad Side“ – 3:57
13. „Shadow“ – 3:34
14. „City“ – 4:35

## Obsazení
- Michelle Branch – zpěv, kytara, klávesy, perkuse
- Jake Blanton – kytara, klávesy, doprovodné vokály
- Patrick Carney – baskytara, bicí, kytara, klávesy, perkuse, zpěv
- Gus Seyffert – baskytara, kytara, klávesy, perkuse, doprovodné vokály